# Антоніо Скадуто
Антоніо Скадуто  (італ. Antonio Scaduto, 1 грудня 1977) — італійський веслувальник, олімпійський медаліст.

## Виступи на Олімпіадах
| Олімпіада   | Дисципліна                   | Місце    |
| ----------- | ---------------------------- | -------- |
| Сідней 2000 | байдарка, 500 метрів         | 6 h1r2/3 |
| Пекін 2008  | байдарка-двійка, 500 метрів  | 9        |
| Пекін 2008  | байдарка-двійка, 1000 метрів | 3        |